# Національна емблема Оману
Національна емблема Оману (араб. شعار سلطنة عمان‎) складається з ханджара — кинджала в піхвах, з пересіченими мечами. Це — традиційний символ Оману. Він є на численних прапорах, валюті Оману й на літаках оманських повітряних сил.